# Phaolô Mạnh Ninh Hữu
Phaolô Mạnh Ninh Hữu (tiếng Trung: 孟寧友, Paul Meng Ningyou; sinh 1963) là một giám mục người Trung Quốc của Giáo hội Công giáo Rôma. Ông hiện đang giữ chức Tổng giám mục Chánh tòa Tổng giáo phận Thái Nguyên từ năm 2013.

## Tiểu sử
Phaolô Mạnh Ninh Hữu sinh ngày 8 tháng 1 năm 1963 tại Thái Nguyên, tỉnh Sơn Tây (Trung Quốc). Từ năm 1984, ông theo học tại các chủng viện ở Sơn Tây và Bắc Kinh. Ngày 29 tháng 6 năm 1991, Phó tế Mạnh Ninh Hữu được phong chức linh mục.
Đầu năm 2010, ông được Hội Công giáo Yêu nước Trung Quốc đề cử vào chức vụ Giám mục phó Thái Nguyên. Được sự chấp thuận từ Tòa Thánh, ngày 16 tháng 9 năm 2010, lễ tấn phong cho tân Tổng giám mục Phó Tổng giáo phận Thái Nguyên được cử hành. Ông cùng các giám mục Gioan Hoắc Thành, Giuse Lý Tinh, Gioan Baotixita Vương Tẫn và Phaolô Mạnh Thanh Lộc là những giám mục hiếm hoi được Tòa Thánh và Hội Công giáo Yêu nước Trung Quốc cùng công nhận.
Ông kế nhiệm chức vụ Tổng giám mục Thái Nguyên, sau khi Tổng giám mục Sylvester Lý Kiến Đường từ chức ngày 24 tháng 11 năm 2013.